# Javier Medina (taekwondo)
Javier Medina (31 de marzo de 1982) es un deportista venezolano que compitió en taekwondo. Ganó una medalla de oro en el Campeonato Panamericano de Taekwondo de 2010 en la categoría de –74 kg.

## Palmarés internacional
| Campeonato Panamericano | Campeonato Panamericano | Campeonato Panamericano | Campeonato Panamericano |
| Año                     | Lugar                   | Medalla                 | Categoría               |
| ----------------------- | ----------------------- | ----------------------- | ----------------------- |
| 2010                    | Monterrey (México)      | Medalla de oro          | –74 kg                  |